# كفر المحمدية
قرية كفر المحمدية هي إحدى القرى التابعة لمركز ميت غمر في محافظة الدقهلية في جمهورية مصر العربية. حسب إحصاءات سنة 2006، بلغ إجمالي السكان في كفر المحمدية 5911 نسمة، منهم 3023 رجل و2888 امرأة.